# Torneio Internacional Zé Dú de 2006
O Torneio internacional “Zé Dú” de  hóquei em patins  visa homenagear  o 64º aniversário do Presidente da República de Angola, José Eduardo dos Santos. Realizou-se de 23 a 27 de Agosto de 2006., no Pavilhão Anexo nº I da Cidadela Desportiva, Luanda, o 4.º Troféu Internacional de Hóquei em Patins, denominado "Troféu José Eduardo dos Santos". 

## Classificação Final
| Pos. | País                   |
| ---- | ---------------------- |
| 1.   | Liceu de La Coruña     |
| 2.   | Selecção de Angola A   |
| 3.   | Óquei de Barcelos      |
| 4.   | Nortecoope             |
| 5.   | Selecção de Angola B   |
| 6.   | Clube Português Recife |

## Ligações Externas
- / Jornal Record